# San Clemente (Califòrnia)
San Clemente és una població dels Estats Units a l'estat de Califòrnia. Segons el cens del 2005 tenia 65.900 habitants.

## Demografia
Segons el cens del 2000, San Clemente tenia 49.936 habitants, 19.395 habitatges, i 13.014 famílies. La densitat de població era de 1.094,2 habitants/km².
Dels 19.395 habitatges en un 30,9% hi vivien nens de menys de 18 anys, en un 55,6% hi vivien parelles casades, en un 7,8% dones solteres, i en un 32,9% no eren unitats familiars. En el 23,4% dels habitatges hi vivien persones soles el 7,8% de les quals corresponia a persones de 65 anys o més que vivien soles. El nombre mitjà de persones vivint en cada habitatge era de 2,56 i el nombre mitjà de persones que vivien en cada família era de 3,05.
Per edats la població es repartia de la següent manera: un 24,1% tenia menys de 18 anys, un 7,2% entre 18 i 24, un 31,5% entre 25 i 44, un 24,1% de 45 a 60 i un 13,1% 65 anys o més.
L'edat mediana era de 38 anys. Per cada 100 dones de 18 o més anys hi havia 100,9 homes.
La renda mediana per habitatge era de 63.507 $ i la renda mediana per família de 76.261 $. Els homes tenien una renda mediana de 51.551 $ mentre que les dones 36.528 $. La renda per capita de la població era de 34.169 $. Entorn del 4,6% de les famílies i el 7,6% de la població estaven per davall del llindar de pobresa.

## Poblacions més properes
El següent diagrama mostra les poblacions més properes.